# Francine Niyonizigiye
Francine Niyonizigiye (sinh ngày 26 tháng 9 năm 1988) là một vận động viên người Burundi, chuyên chạy đường dài.
Cô đã thi đấu tại Thế vận hội Mùa hè 2008 ở Bắc Kinh, ở cự ly 5000 mét. Cô xếp thứ mười bốn vòng loại với thời gian 17 phút 08 giây 44. Niyonizigiye cũng là người cầm cờ trong lễ khai mạc.